# أماندا نونيز
أماندا لورينسو نونيز (بالبرتغالية: Amanda Lourenço Nunes؛ مواليد 30 مايو 1988) هي مُقاتل فنون قتالية مختلطة برازيلية. نافست في يو إف سي، حيث فازت ببطولة يو إف سي لوزن الريشة للسيدات وبطولة يو إف سي لوزن الديك للسيدات مرتين. احتلت المرتبة الأولى في تصنيفات جميع الأوزان للسيدات في يو إف سي في وقت اعتزالها.
تُعتبر نونيز على نطاق واسع واحدة من أعظم مُقاتلات فنون القتال المختلطة في كل التاريخ، وهي أول امرأة والوحيدة تصبح بطلة يو إف سي في فئتين مختلفتين، والمقاتلة الثالثة التي حملت ألقاب يو إف سي في فئتين وزنية في وقت واحد، بعد كونر ماكغريغور ودانيال كورميي.

## مسيرتها في فنون القتال المختلطة
ظهرت نونيز لأول مرة كمحترفة في 8 مارس 2008، في بطولة إم إم إيه برايم 2. واجهت آنا ماريا وهُزمت بالإخضاع في الجولة الأولى.

### يو إف سي

#### الاعتزال
تم تحديد موعد نزال الثلاثية ضد جوليانا بينا في 10 يونيو 2023، في حدث يو إف سي 289. في 2 مايو 2023، أُعلن أن بينا أصيبت بكسر في الأضلاع أثناء معسكر التدريب ولن تتمكن من المنافسة. وافقت إيرين ألدانا على استبدال بينا في الحدث. فازت نونيز بالقتال بقرار القضاة بالإجماع بأداء مهيمن، وأعلنت اعتزالها المنافسة النشطة خلال مقابلة ما بعد القتال.

## حياته الشخصية
نونيز هي أول بطلة سحاقية في يو إف سي. وهي متزوجة من مقاتلة يو إف سي السابقة نينا نونيز، التي نافست في فئة وزن القشة. وهي تنسب نجاحها في يو إف سي إلى علاقتهما.

## البطولات والإنجازات
- يو إف سي
  - بطولة يو إف سي لوزن الديك للسيدات (مرتين)
    - ستة دفاعات ناجحة عن اللقب (إجمالاً)
      - خمسة دفاعات ناجحة عن اللقب (الفترة الأولى)
      - دفاع ناجح عن اللقب (الفترة الثانية)

  - بطولة يو إف سي لوزن الريشة للسيدات (مرة واحدة)
    - دفاعان ناجحان عن اللقب

## سجل فنون القتال المختلطة
| السجل المهني |        |         |
| 28 نزال      | 23 فوز | 5 خسارة |
| ضربة قاضية   | 13     | 2       |
| إخضاع        | 4      | 2       |
| قرار القضاة  | 6      | 1       |

| النتيجة | السجل | الخصم              | الطريقة                              | الحدث                                        | التاريخ        | الجولة | الوقت | المكان                                  | الملاحظات                                                                     |
| ------- | ----- | ------------------ | ------------------------------------ | -------------------------------------------- | -------------- | ------ | ----- | --------------------------------------- | ----------------------------------------------------------------------------- |
| فازت    | 23–5  | إيرين ألدانا       | قرار القضاة (بالإجماع)               | يو إف سي 289                                 | 10 يونيو 2023  | 5      | 5:00  | فانكوفر، كندا                           | دافعت عن لقب بطولة يو إف سي لوزن الريشة للسيدات. أخلت اللقب في 20 يونيو 2023. |
| فازت    | 22–5  | جوليانا بينا       | قرار القضاة (بالإجماع)               | يو إف سي 277                                 | 30 يوليو 2022  | 5      | 5:00  | دالاس، تكساس، الولايات المتحدة          | فازت بلقب بطولة يو إف سي لوزن الديك للسيدات.                                  |
| خسرت    | 21–5  | جوليانا بينا       | إخضاع (خنق خلفي عاري)                | يو إف سي 269                                 | 11 ديسمبر 2021 | 2      | 3:26  | لاس فيغاس، الولايات المتحدة             | خسرت لقب بطولة يو إف سي لوزن الديك للسيدات.                                   |
| فازت    | 21–4  | ميجان أندرسون      | إخضاع (شريط الذراع المثلث العكسي)    | يو إف سي 259                                 | 6 مارس 2021    | 1      | 2:03  | لاس فيغاس، الولايات المتحدة             | دافعت عن لقب بطولة يو إف سي لوزن الريشة للسيدات. أخلت اللقب في 20 يونيو 2023. |
| فازت    | 20–4  | فيليسيا سبنسر      | قرار القضاة (بالإجماع)               | يو إف سي 250                                 | 6 يونيو 2020   | 5      | 5:00  | لاس فيغاس، الولايات المتحدة             | دافعت عن لقب بطولة يو إف سي لوزن الريشة للسيدات.                              |
| فازت    | 19–4  | راندا دي جيرمين    | قرار القضاة (بالإجماع)               | يو إف سي 245                                 | 14 ديسمبر 2019 | 5      | 5:00  | لاس فيغاس، الولايات المتحدة             | دافعت عن لقب بطولة يو إف سي لوزن الديك للسيدات.                               |
| فازت    | 18–4  | هولي هولم          | ضربة فنية قاضية (ركلة رأس ولكمات)    | يو إف سي 239                                 | 6 يوليو 2019   | 1      | 4:10  | لاس فيغاس، نيفادا، الولايات المتحدة     | دافعت عن لقب بطولة يو إف سي لوزن الديك للسيدات. أداء الليلة.                  |
| فازت    | 17–4  | كريس سايبورغ       | ضربة قاضية (بلكمة)                   | يو إف سي 232                                 | 29 ديسمبر 2018 | 1      | 0:51  | إنغليووود، كاليفورنيا، الولايات المتحدة | فازت بلقب بطولة يو إف سي لوزن الريشة للسيدات. أداء الليلة.                    |
| فازت    | 16–4  | راكيل بنينجتون     | ضربة فنية قاضية (بالمرفقين واللكمات) | يو إف سي 224                                 | 12 مايو 2018   | 5      | 2:36  | ريو دي جانيرو، البرازيل                 | دافعت عن لقب بطولة يو إف سي لوزن الديك للسيدات.                               |
| فازت    | 15–4  | فالنتينا شيفتشينكو | قرار القضاة (بالانقسام)              | يو إف سي 215                                 | 9 سبتمبر 2017  | 5      | 5:00  | إدمونتون، ألبرتا، كندا                  | دافعت عن لقب بطولة يو إف سي لوزن الديك للسيدات.                               |
| فازت    | 14–4  | روندا روزي         | ضربة فنية قاضية (باللكمات)           | يو إف سي 207                                 | 30 ديسمبر 2016 | 1      | 0:48  | لاس فيغاس، نيفادا، الولايات المتحدة     | دافعت عن لقب بطولة يو إف سي لوزن الديك للسيدات. أداء الليلة.                  |
| فازت    | 13–4  | ميشا تيت           | إخضاع (خنق خلفي عاري)                | يو إف سي 200                                 | 9 يوليو 2016   | 1      | 3:16  | لاس فيغاس، نيفادا، الولايات المتحدة     | فازت بلقب بطولة يو إف سي لوزن الديك للسيدات. أداء الليلة.                     |
| فازت    | 12–4  | فالنتينا شيفتشينكو | قرار القضاة (بالإجماع)               | يو إف سي 196                                 | 5 مارس 2016    | 3      | 5:00  | لاس فيغاس، نيفادا، الولايات المتحدة     |                                                                               |
| فازت    | 11–4  | سارة مكمان         | إخضاع (خنق خلفي عاري)                | يو إف سي ليلة القتال: تيكسيرا ضد سانت بريوكس | 8 أغسطس 2015   | 1      | 2:53  | ناشفيل، تينيسي، الولايات المتحدة        | أداء الليلة.                                                                  |
| فازت    | 10–4  | شاينا بازلر        | ضربة فنية قاضية (ركلة ركلة الساق)    | يو إف سي ليلة القتال: مايا ضد لافلار         | 21 مارس 2015   | 1      | 1:56  | ريو دي جانيرو، البرازيل                 |                                                                               |
| خسرت    | 9–4   | كات زينغانو        | ضربة فنية قاضية (بالمرفقين واللكمات) | يو إف سي 178                                 | 27 سبتمبر 2014 | 3      | 1:21  | لاس فيغاس، نيفادا، الولايات المتحدة     |                                                                               |
| فازت    | 9–3   | راندا دي جيرمين    | ضربة فنية قاضية (المرفقين)           | يو إف سي: قاتل من أجل القوات 3               | 6 نوفمبر 2013  | 1      | 3:56  | فورت كامبل، كنتاكي، الولايات المتحدة    |                                                                               |
| فازت    | 8–3   | شيلا جاف           | ضربة فنية قاضية (باللكمات والمرفقين) | يو إف سي 163                                 | 3 أغسطس 2013   | 1      | 2:08  | ريو دي جانيرو، البرازيل                 |                                                                               |
| خسرت    | 7–3   | سارة داليليو       | قرار القضاة (بالإجماع)               | إنفيكتا إف سي 4: إسبارزا ضد هايات            | 5 يناير 2013   | 3      | 5:00  | كانساس سيتي، كنساس، الولايات المتحدة    | تم خصم نقطة واحدة من نونيز بسبب ركلة غير قانونية.                             |
| فازت    | 7–2   | راكيل بالوهي       | إخضاع فني (خنق خلفي عاري)            | إنفيكتا إف سي 2: بازلر ضد ماكمان             | 28 يوليو 2012  | 1      | 2:24  | كانساس سيتي، كنساس، الولايات المتحدة    |                                                                               |
| خسرت    | 6–2   | ألكسيس ديفيس       | ضربة فنية قاضية (باللكمات)           | سترايك فورس: بارنيت ضد خاريتونوف             | 10 سبتمبر 2011 | 2      | 4:53  | سينسيناتي، أوهايو، الولايات المتحدة     | أول ظهور في وزن الديك.                                                        |
| فازت    | 6–1   | جوليا بود          | ضربة قاضية (باللكمات)                | سترايك فورس تشالنجرز: وودلي ضد صفي الدين     | 7 يناير 2011   | 1      | 0:14  | ناشفيل، تينيسي، الولايات المتحدة        |                                                                               |
| فازت    | 5–1   | إديان جوميز        | ضربة فنية قاضية (باللكمات)           | بيتيتي كومبات 6                              | 25 فبراير 2010 | 2      | 3:00  | برازيليا، البرازيل                      |                                                                               |
| فازت    | 4–1   | فانيسا بورتو       | ضربة فنية قاضية (إيقاف الزاوية)      | لعبة قتال الساموراي 2                        | 12 ديسمبر 2009 | 2      | 5:00  | كوريتيبا، البرازيل                      |                                                                               |
| فازت    | 3–1   | دييس لي روشا       | ضربة فنية قاضية (باللكمات)           | لعبة قتال الساموراي 1                        | 12 سبتمبر 2009 | 1      | 1:08  | كوريتيبا، البرازيل                      |                                                                               |
| فازت    | 2–1   | ناديا ناديا        | ضربة فنية قاضية (باللكمات)           | برايم: بطولة إم إم إيه 3                     | 1 يوليو 2008   | 1      | 0:10  | سلفادور، البرازيل                       |                                                                               |
| فازت    | 1–1   | باتي باربوسا       | ضربة فنية قاضية (إيقاف الزاوية)      | ديمو فايت 3                                  | 24 مايو 2008   | 1      | 0:11  | سلفادور، البرازيل                       |                                                                               |
| خسرت    | 0–1   | آنا ماريا          | إخضاع (شريط الذراع)                  | برايم: بطولة إم إم إيه 2                     | 8 مارس 2008    | 1      | 0:35  | سلفادور، البرازيل                       | أول ظهور في وزن الريشة.                                                       |

## نزالات الدفع مقابل المشاهدة
| #  | الحدث        | القتال               | التاريخ        | المدينة                             | المكان                       | المبلغ      |
| -- | ------------ | -------------------- | -------------- | ----------------------------------- | ---------------------------- | ----------- |
| 1. | يو إف سي 200 | تيت ضد نونيز         | 9 يوليو 2016   | بارادايس، نيفادا، الولايات المتحدة  | تي موبايل أرينا              | 1،009،000   |
| 2. | يو إف سي 207 | نونيز ضد روزي        | 30 ديسمبر 2016 | بارادايس، نيفادا، الولايات المتحدة  | تي موبايل أرينا              | 1،100،000   |
| 3. | يو إف سي 215 | نونيز ضد شيفتشينكو 2 | 9 سبتمبر 2017  | إدمونتون، ألبرتا، كندا              | روجرز بليس                   | 100،000     |
| 4. | يو إف سي 224 | نونيز ضد بنينغتون    | 12 مايو 2018   | ريو دي جانيرو، البرازيل             | صالة إتش إس بي سي            | 85،000      |
| 5. | يو إف سي 250 | نونيز ضد سبنسر       | 6 يونيو 2020   | إنتربرايز، نيفادا، الولايات المتحدة | يو إف سي أبيكس               | 85،000      |
| 6. | يو إف سي 277 | بينا ضد نونيز 2      | 30 يوليو 2022  | دالاس                               | مركز الخطوط الجوية الأمريكية | لم يُكشف عنه |
| 7. | يو إف سي 289 | نونيز ضد ألدانا      | 10 يونيو 2023  | فانكوفر                             | روجرز أرينا                  | لم يُكشف عنه |

## وصلات خارجية
- أماندا نونيز على موقع يو إف سي (الإنجليزية)
- أماندا نونيز على موقع شيردوغ (الإنجليزية)
- أماندا نونيز على موقع Tapology.com (الإنجليزية)
- أماندا نونيز على موقع فايت ماتريكس (الإنجليزية)
- أماندا نونيز على موقع إي إس بي إن (الإنجليزية)
- أماندا نونيز على موقع IMDb (الإنجليزية)
- أماندا نونيز على موقع قاعدة بيانات الفيلم (الإنجليزية)

| الجوائز و الإنجازات | الجوائز و الإنجازات                                                 | الجوائز و الإنجازات |
| ------------------- | ------------------------------------------------------------------- | ------------------- |
| سبقه ميشا تيت       | رابع بطلة يو إف سي لوزن الديك للسيدات 9 يوليو 2016 – 11 ديسمبر 2021 | تبعه جوليانا بينا   |
| سبقه جوليانا بينا   | سادس بطلة يو إف سي لوزن الديك للسيدات 30 يوليو 2022 – الآن          | الحالي              |
| سبقه كريس سايبورغ   | ثالث بطلة يو إف سي لوزن الريشة للسيدات 29 ديسمبر 2018 – الآن        | الحالي              |